# Verificatore indipendente di sicurezza
I verificatori indipendenti di sicurezza sono organismi di ispezione indipendenti, in possesso di competenze specializzate nel campo dei sistemi e componenti ferroviari, accreditati dall'Agenzia nazionale per la sicurezza delle ferrovie per valutare la conformità di un prodotto generico, un'applicazione generica od un componente ferroviario ai requisiti di omologazione relativi alla sicurezza ad esso applicabili e l'idoneità all'impiego dello stesso, e/o di istruire la procedura per l'omologazione su richiesta di un utente finale, un fabbricante o suo mandatario, di un gestore di od impresa ferroviaria.
L'Agenzia può attribuire ai verificatori indipendenti di sicurezza funzioni di valutazione di conformità di sistemi e processi connessi con la sicurezza della circolazione.
Le attività dei verificatori indipendenti di sicurezza o VIS, e della stessa Agenzia nazionale per la sicurezza delle ferrovie, sono regolate dal D.Lgs n°162 del 10 agosto 2007 "Attuazione delle direttive 2004/49/CE e 2004/51/CE relative alla sicurezza e allo sviluppo delle ferrovie comunitarie", e dal successivo Decreto ANSF n°1/2009 e successive mm. ed ii. “Attribuzioni in materia di sicurezza della circolazione ferroviaria”, con il quale l'ANSF stessa ha ottemperato alle attribuzioni ad essa riconosciute dal DLgs 162/2007 in materia di riordino normativo e di regolamentazione della sicurezza delle ferrovie.
I termini prodotto generico, applicazione generica, componente ed omologazione, ai fini della descrizione di cui sopra, sono definiti nel D.Lgs n°162 del 10 agosto 2007 come segue:
- prodotto generico: componente generico concepito e realizzato per soddisfare determinate specifiche tecniche e funzionali nell'ambito di una applicazione generica;
- applicazione generica: soluzione realizzativa concepita per soddisfare determinate specifiche tecniche e funzionali in conformità a norme e standard di sicurezza in vigore utilizzabile per applicazioni specifiche;
- componente: qualsiasi componente elementare, gruppo di componenti elementari, sottoinsieme o insieme completo di materiali, non coperto o parzialmente coperto dalle specifiche tecniche di Interoperabilità, incorporati o destinati ad essere incorporati in un sottosistema. Il concetto di componente comprende i beni materiali e quelli immateriali, quali il software.
- omologazione: processo in base al quale si certifica che il prototipo di componente è conforme ai requisiti di omologazione relativi alla sicurezza ad esso applicabili;”

L'Agenzia nazionale per la sicurezza delle ferrovie è incaricata di emettere il certificato di omologazione di un prodotto generico, di un'applicazione generica o di un componente dopo aver verificato le attività effettuate dal verificatore indipendente di sicurezza prescelto dal fabbricante o dal suo mandatario stabilito nella Comunità, dall'ente appaltante, dall'impresa ferroviaria o dal gestore dell'infrastruttura interessato. L'Agenzia è altresì incaricata di accreditare i verificatori indipendenti di sicurezza, garantendone la conformità a specifici requisiti di competenza, indipendenza, imparzialità ed integrità stabiliti in apposite linee guida da essa rilasciate.